# Kévin Kornath
Kévin Kornath (Francia, 27 de diciembre de 1996) es un jugador profesional francés de rugby que se desempeña en la posición de ala cerrado en Union Sportive Oyonnax Rugby, equipo perteneciente a la liga Top 14.

## Carrera
Kornath es un jugador de formación francesa (JIFF). Comenzó su carrera deportiva con el equipo Football Club de Grenoble Rugby, en el cual jugó tres temporadas (2014-2017), después pasó a Montpellier Hérault Rugby (2017-2020), luego a Castres Olympique (2020-2023), posteriormente a Union Sportive Oyonnax Rugby, donde lleva jugando una temporada.